# Microregiunea Győr
Microregiunea Győr (în maghiară Győri kistérség) a fost o microregiune statistică (kistérség) din județul Győr-Moson-Sopron, Ungaria.
Cu o populație de 184.118 locuitori și o suprafață de 742,56 km2, aceasta a existat până în 2014, când în Ungaria, microregiunile ”kistérségek” au fost înlocuite de districte (járások).